# Luis Montaño
Luis Alberto Montaño (Bogotá; 11 de agosto de 1950-28 de mayo de 2022) fue un futbolista y preparador físico colombiano. Como futbolista, se desempeñó como delantero y jugó en Independiente Santa Fe y el Deportes Tolima. Con Santa Fe Montaño ganó 2 títulos de campeón del Fútbol Profesional Colombiano en 1966 y en 1971.

## Trayectoria

### Inicios
Luis Alberto Montaño nació en la ciudad de Bogotá, la capital de Colombia. Allí, empezó a jugar fútbol siendo un niño, y posteriormente integró el equipo del Colegio Agustiniano. De allí, pasó a las divisiones inferiores de Independiente Santa Fe.

### Independiente Santa Fe
Luego de haber jugado y destacado en las divisiones inferiores, Luis Alberto debutó como profesional con Santa Fe contra el Deportes Quindío en el segundo semestre del año 1968. Con el paso del tiempo, Montaño fue jugando con más regularidad y logró hacerse un hueco en la nómina titular. En 1970, el bogotano ganó su primer título como profesional cuando Independiente Santa Fe ganó la Copa Simón Bolívar. Un año después, en 1971; Montaño tuvo el mejor año de su carrera, ya que fue titular y figura de Santa Fe que en ese año se coronó campeón por quinta (5) vez en su historia. En ese año, Montaño destacó junto a grandes jugadores como Alfonso Cañón, Domingo "Tumaco" González, Wálter Sossa y Walter Moraes "Waltinho". En 1972, Montaño jugó algunos partidos con el equipo cardenal en la Copa Libertadores de América. La etapa de Luis Alberto en el cuadro albirrojo de Bogotá, fue hasta finales de 1973.

### Deportes Tolima
Después de una exitosa etapa jugando en Independiente Santa Fe, en 1974 Montaño se fue a jugar al Deportes Tolima; equipo de la ciudad de Ibagué. En el equipo "Pijao", fue uno de los jugadores más destacados de la nómina y tuvo buenos partidos por lo que volvió a Santa Fe. 

### Vuelta a Santa Fe y retiro del fútbol
Luego de haber jugado por un año en Deportes Tolima, Luis Alberto regresó en el año 1975 a su natal Bogotá para jugar nuevamente en Santa Fe. En aquel año, Montaño volvió a ser importante para el equipo cardenal; ya que jugó muy buenos partidos siendo uno de los destacados dentro de la nómina, y también tuvo una buena labor como preparador físico del equipo, ya que tuvo que suplir al entrenador chileno Francisco "Pancho" Hormazábal que se lesionó. Luis Alberto quedó encargado de aquella labor, por sus estudios en educación física. A finales de ese año, Montaño volvería a ser campeón con Santa Fe, cuándo el equipo cardenal ganó el sexto título de su historia. En ese año, Montaño destacó junto a Alfonso Cañón, Ernesto "Teto" Díaz, Juan Carlos Sarnari y Carlos Alberto Pandolfi. Luego de haber conseguido el título, Luis Alberto se retiró del fútbol profesional.

### Selección Colombia
Gracias a sus buenos partidos jugando para Santa Fe, Luis Alberto fue convocado a la Selección Colombia para jugar los Juegos Olímpicos de Múnich 1972.

## Clubes
| Club                        | País     | Año              |
| --------------------------- | -------- | ---------------- |
| Club Independiente Santa Fe | Colombia | 1968-1973 y 1975 |
| Deportes Tolima             | Colombia | 1974             |

## Palmarés

### Campeonatos nacionales
| Título             | Club     | País     | Año  |
| ------------------ | -------- | -------- | ---- |
| Copa Simón Bolívar | Santa Fe | Colombia | 1970 |
| Primera División   | Santa Fe | Colombia | 1971 |
| Primera División   | Santa Fe | Colombia | 1975 |

## Convocatorias a selecciones
| Selección | Torneo (s)                      | Año (s) |
| --------- | ------------------------------- | ------- |
| Colombia  | Juegos Olímpicos de Múnich 1972 | 1970    |